# The Two Mr. Kissels
The Two Mr. Kissels es una película para televisión del 2008 protagonizada por John Stamos, Anson Mount, Gretchen Egolf, y Robin Tunney. Basada en hechos reales de los hermanos Kissel.

## Trama
La película comienza con el asesinato del narrador Andew Kissel (John Stamos), y se dice a través de una serie de flashbacks y entrevistas documentales la historia sobre el magnate de bienes raíces Andrew y su hermano menor Robert (Anson Mount) encontraron su fin prematuro. Los dos hombres compiten por el afecto de su padre.

## Elenco
- John Stamos como Andrew Kissel.
- Anson Mount como Robert Kissel.
- Robin Tunney como Nancy Kissel.
- Gretchen Egolf como Haley Kissel.
- Chuck Shamata como Bill Kissel.
- Tea Jacobson como Deborah Kissel.
- London Angelis como joven Andrew Kissel.
- John Fleming como joven Robert Kissel.
- Elizabeth Hart como young Deborah Kissel.
- Carlos Gonzalez-Vio como Juan Castillo